# Anthony Elding
Anthony Lee Elding (Boston, 1982. április 16. –) angol labdarúgó.